# Indokina
Indokina ili kontinentalna jugoistočna Azija ili Indokinesko poluostrvo, je dio kontinentalne teritorije u Jugoistočnoj Aziji. Leži istočno od Indijskog potkontinenta i južno od Kontinentalne Kine i graniči se sa Indijskim okeanom na zapadu i Tihim okeanom na istoku. Obuhvata zemlje Kambodža, Laos, Mjanmar (Burma), Tajland i Vijetnam, a ponekad se uključuje i Malezija.
Termin Indokina (prvobitno Indo-Kina) je skovan početkom devetnaestog veka, naglašavajući kulturni uticaj indijske i kineske civilizacije na tom području. Termin je kasnije usvojen kao naziv kolonije Francuska Indokina (današnja Kambodža, Laos i Vijetnam).

## Termin
Porijeklo naziva se obično pripisuje dansko-francuskom geografu Konradu Malte-Brunu, koji je ovu oblast nazvao Indokinom 1804. godine, kao i škotskom lingvisti Džonu Lejdenu, koji je koristio termin indokineski da opiše stanovnike ove oblasti i njihove jezike 1808. godine.
Mišljenja naučnika iz 19. vijeka o istorijskom uticaju Kine i Indije na to područje bila su oprečna. Sam termin je bio kontroverzan. Malte-Brun se kasnije zalagao protiv njegove upotrebe u potonjem izdanju svoje „Univerzalne geografije“, obrazlažući da je termin prenaglašavao kineski uticaj i umesto toga on je predlagao termin „Čin-Indija“.
Termin Indokina je ipak već bio prihvaćen i ubrzo je potisnuo alternativne termine kao što su „Dalja Indija“ i „Poluostrvo iza Ganga“. Kasnije, kada su francuzi osnovali koloniju Francuska Indokina, upotreba termina je postala ograničenija na francusku koloniju, a danas se to područje obično naziva kontinentalna jugoistočna Azija.
Naziv termina je povezan sa kulturnim uticajima koje su na to područje imali Kina (na Vijetnam) i Indija (na Kambodžu, Laos i Tajland).

## Položaj
Kontinentalna jugoistočna Azija nalazi se između Sijamskog (često se naziva i Tajlandski zaliv) i Tonkinškog zaliva, oba zaliva Južnokineskog mora, koje je, opet, rubno more Tihog okeana (Pacifika).
U geografskom smislu, na poluostrvu su cijela Kambodža, južni dio Laosa, istočni dio središnjeg Tajlanda i središnji i južni dio Vijetnama, područja jugoistočno od zamišljene linije između Bangkoka kao najzapadnije tačke Indokineskog i najistočnije tačke Malajskog poluostrva, i Tonkinškog zaliva.
Sjeverno odnosno sjeverozapadno od te linije, poluostrvo prelazi u azijski kontinent.
Indokina se sastoji od područja sledećih država:
- u užem smislu, samo nekadašnja kolonijalna Francuska Indokina:

- Kambodža
- Laos
- Vijetnam
- istočni dio danas središnjeg dela Tajlanda i Isaan

- u širem smislu, koristi se i naziv kopneni dio Jugoistočne Azije, što uključuje:

- Poluostrvski dio Malezije (Malajsko poluostrvo, ali ne i malajska ostrva)
- Mjanmar (ranije Burma i dio Britanske Indije do 1937)
- Tajland (ranije Sijam)

## Ostrva
U područje Indokine ubrajaju se još i ostrva:
- Dao Phu Kuk
- Ko Čang
- Ko Kut

## Kultura
Glavna religija ovog područja su Teravada i Hinajana budizam, dok je islam druga najzastupljenija relgiija.
Kontinentalna jugoistočna Azija je kulturološki u suprotnosti spram pomorske jugoistočne Azije, uglavnom kroz način života koji se uglavnom zasniva na životu i radu na kopnu u Indokini i načinu života vezanog za moru Malajskog i Filipinskog arhipelaga, kao i značajnim razlikama u jezicima koji se govore na području. Na prostoru kontinentalne jugoistočne Azije upotrebljavaju se različiti jezici ali svi imaju određene tipološke sličnosti.

## Literatura
- Bernard Philippe Groslier (1962). The art of Indochina: including Thailand, Vietnam, Laos and Cambodia. Crown Publishers.
- History of the mountain people of southern Indochina up to 1945 (Bernard Bourotte, i.e. Jacques Méry, U.S. Agency for International Development, 195? Архивирано на веб-сајту  (3. јул 2012)
- Moores, Eldridge M.; Fairbridge, Rhodes Whitmore (1997). Encyclopedia of European and Asian regional geology. Springer. стр. 377. ISBN 0-412-74040-0. Приступљено 30. 11. 2009.
- Addington, Larry H. (2000). America's War in Vietnam: A Short Narrative History. Indiana University Press. стр. 30. ISBN 0-253-21360-6. Приступљено 28. 11. 2010.
- Bailey, Gauvin Alexander (2018). „Photos of European Colonial Architecture Around the World”. Colonial Architecture Project. Queen's University at Kingston, Canada. Приступљено 4. 8. 2019.
- Brocheux, Pierre; Hémery, Daniel (2004). Indochine: la colonisation ambiguë 1858-1954 [Indochina: An Ambiguous Colonization, 1858–1954] (на језику: француски). La Découverte. ISBN 978-2-7071-3412-7.
- Chandler, David (2007). A History of Cambodia (4th изд.). Boulder, Colorado: Westview Press. ISBN 978-0-8133-4363-1.
- Chapuis, Oscar (1995). A History of Vietnam: From Hong Bang to Tu Duc. Greenwood Publishing Group. ISBN 0-313-29622-7.
- Chapuis, Oscar (2000). The Last Emperors of Vietnam: From Tu Duc to Bao Dai. Greenwood Publishing Group. ISBN 978-0-313-31170-3.
- „The Country's Cultural and Tourist Center”. Hochiminh City. HCM City Web. 2005. Архивирано из оригинала 13. 12. 2017. г. Приступљено 4. 8. 2019.
- Duiker, William (1976). The Rise of Nationalism in Vietnam, 1900–1941. Ithaca, New York: Cornell University Press. ISBN 0-8014-0951-9.
- Duong, Van Nguyen (2008). The Tragedy of the Vietnam War: a South Vietnamese Officer's Analysis. McFarland. ISBN 978-0-7864-3285-1.
- Edwards, Penny (2007). Cambodge: The Cultivation of a Nation, 1860–1945. Honolulu: U of Hawaii Press. ISBN 978-0-8248-2923-0.
- Errington, Elizabeth Jane (1990). The Vietnam War as history: edited by Elizabeth Jane Errington and B.J.C. McKercher. Greenwood Publishing Group. ISBN 0-275-93560-4. Приступљено 28. 11. 2010.
- Evans, Grant (2002). A Short History of Laos. Crow's Nest, Australia: Allen and Unwin. ASIN B000MBU21O.
- Forbes, Andrew; Henley, David (2012). Vietnam Past and Present: The North (History of French colonialism in Tonkin). Chiang Mai: Cognoscenti Books. ASIN B006DCCM9Q.
- Harris, Richard. „Indochina and the French”. History Today. 5 (3): 84—94. фебруар 1955.
- Kahin, George McTurnin; John W. Lewis (1967). The United States in Vietnam: An analysis in depth of the history of America's involvement in Vietnam. Delta Books.
- Llewellyn, Jennifer; Jim Southey; Steve Thompson (2018). „Conquest and Colonisation of Vietnam”. Alpha History. Alpha History. Приступљено 4. 8. 2019.
- Lockhart, Bruce McFarland; Duiker, William J. (2010). The A to Z of Vietnam. Rowman & Littlefield. ISBN 978-0-8108-7646-0. Приступљено 27. 10. 2015.
- Logevall, Fredrik. Embers of War: The Fall of an Empire and the Making of America's Vietnam (2014). Pulitzer Prize
- Marr, David (1971). Vietnamese Anticolonialism, 1885–1925. Berkeley: University of California Press. ISBN 0-520-01813-3.
- Marr, David (1982). Vietnamese Tradition on Trial, 1920–1945. Berkeley: University of California Press. ISBN 0-520-04180-1.
- Marr, David (1995). Vietnam 1945: The Quest for Power. Berkeley: University of California Press. ISBN 0-520-07833-0.
- McLeod, Mark (1991). The Vietnamese Response to French Intervention, 1862–1874. New York: Praeger. ISBN 0-275-93562-0.
- Murray, Martin J. (1980). The Development of Capitalism in Colonial Indochina (1870–1940). Berkeley: University of California Press. ISBN 0-520-04000-7.
- Neville, Peter (2007). Britain in Vietnam: Prelude to Disaster, 1945–6. Psychology Press. ISBN 978-0-415-35848-4.
- Osborne, Milton (1969). The French Presence in Cochinchina and Cambodia: Rule and Response (1859–1905). Ithaca, New York: Cornell University Press. ASIN B000K13QGO.
- Owen, Norman G. (2005). The Emergence Of Modern Southeast Asia: A New History – Vietnam 1700 – 1885. U of Hawaii Press. ISBN 978-0-8248-2890-5.
- Perkins, Mandaley (2006). Hanoi, Adieu: A bittersweet memoir of French Indochina. Sydney: Harper Perennial. ISBN 978-0-7322-8197-7.
- Peters, Erica (2012). Appetites and Aspirations in Vietnam. AltaMira Press.
- Stuart-Fox, Martin (1997). A History of Laos. Cambridge, UK: Cambridge University Press. ISBN 0-521-59235-6.
- Tarling, Nicholas (2001). Imperialism in Southeast Asia: "A Fleeting, Passing Phase". London and New York: Routledge. ISBN 0-415-23289-9.
- Thomazi, Auguste (1934). La Conquête de l'Indochine. Paris: Payot.
- Tønnesson, Stein (2010). Vietnam 1946: How the War Began. University of California Press. ISBN 978-0-520-25602-6. Приступљено 28. 11. 2010.
- Tuchman, Barbara Werheim (1985). The March of Folly: From Troy to Vietnam. Random House. ISBN 0-345-30823-9. Приступљено 28. 11. 2010.
- Tucker, Spencer C. (1999). Vietnam. University Press of Kentucky. стр. 29. ISBN 0-8131-0966-3 — преко Internet Archive.
- Tully, John (2003). France on the Mekong: A History of the Protectorate in Cambodia, 1863–1953. Lanham, Maryland: University Press of America. ISBN 0-7618-2431-6.
- „Vietnam”. L'aménagement linguistique dans le monde (на језику: француски).
- „The Vietnam War Seeds of Conflict 1945–1960”. The History Place. 1999. Приступљено 28. 12. 2010.
- Watson, D. R. „The French and Indo-China”. History Today. 20 (8): 534—542. август 1970. (,; online survey
- Woodside, Alexander (1976). Community and Revolution in Modern Vietnam. Boston: Houghton Mifflin. ISBN 0-395-20367-8.
- Zinoman, Peter (2001). The Colonial Bastille: A History of Imprisonment in Vietnam, 1862–1940. Berkeley: University of California Press. ISBN 0-520-22412-4.

## Spoljašnje veze
- Медији везани за чланак Indokina на Викимедијиној остави